# اندیس آنومالی شاه کوه
آنومالی شاه کوه یک اندیس فلزی است که در حوالی شهر بصیران استان خراسان قرار دارد و مادهٔ معدنی موجود در آن، طلا است.سنگ میزبان این اندیس گرانیت، ماسه‌سنگ، کنگلومرا، آهک، مرمر، شیست، مارن است  در این اندیس، پاراژنز‌های هماتیت، مگنتیت، پیریت، لیمونیت، اسفن، شئلیت، باریت، کلریت یافت می‌شوند.